# Nova Pavlivka (Sokolivske), Kirovohrad
Nova Pavlivka (în ucraineană Нова Павлівка) este un sat în comuna Sokolivske din raionul Kirovohrad, regiunea Kirovohrad, Ucraina.

## Demografie
Componența lingvistică a localității Nova Pavlivka
     Ucraineană (92,24%)
     Rusă (4,48%)
     Belarusă (1,49%)
     Alte limbi (0,3%)
Conform recensământului din 2001, majoritatea populației localității Nova Pavlivka era vorbitoare de ucraineană (92,24%), existând în minoritate și vorbitori de rusă (4,48%) și belarusă (1,49%).